# Продавец льда грядёт
«Продавец льда грядёт» (англ. The Iceman Cometh) — американский драматический фильм 1973 года. Лента была показана в рамках Каннского кинофестиваля-1976, но не вошла в основную программу. 
Фильм основан на одноимённой пьесе Юджина О’Нила 1939 года.

## Сюжет
Гарри Хоуп — владелец небольшого салуна. Его посетители — спившиеся отбросы общества, которым только и остаётся, что говорить о своём прошлом, о своих впустую прожитых жизнях. Единственное разнообразие в унылую жизнь этого заведения вносит Хики — торговец скобяными изделиями, который появляется здесь раз в год. Он, со странным юмором, рассказывает посетителям истории о своей жене и о продавце льда…

## В ролях
- Ли Марвин — Теодор «Хики» Хикман
- Фредрик Марч — Гарри Хоуп, владелец салуна
- Роберт Райан — Ларри Слейд
- Джефф Бриджес — Дон Пэрритт
- Брэдфорд Диллман — Вилли Обан
- Соррелл Бук[англ.] — Хьюго Калмар
- Эванс Эванс — Кора
- Мартин Грин[англ.] — Сесил Льюис
- Моузес Ганн — Джо Мотт
- Клифтон Джеймс — Пэт Макглойн
- Иржи Восковец — Пит Ветьоен

## Награды и номинации[2]
- 1973 — Лучший актёр
- 1974 — Лучший актёр второго плана (Канзас)
- 1974 — Специальный приз Национального общества кинокритиков

## Факты
- Роберт Райан, который знал, что вскоре умрёт от рака, согласился сыграть в фильме персонажа, который знает, что скоро умрёт. Актёр скончался за 5 месяцев до премьерного показа ленты. Также этот фильм стал последним для другого известного актёра — Фредерика Марча.
- Ли Марвина взяли на главную роль вместо первоначально планировавшегося на это место Джейсона Робардса, который незадолго до начала съёмок попал в серьёзное ДТП.